# British Airtours
British Airtours fue una Aerolínea británica chárter con operaciones de vuelo desde Aeropuerto de Londres-Gatwick y el Aeropuerto de Mánchester.
Originalmente establecido como BEA Airtours en 1969, se convirtió en una subsidiaria de propiedad total de la entonces estatal British Airways (BA) tras la fusión de British European Airways (BEA) y British Overseas Airways Corporation (BOAC) de principios de los años setenta. British Airtours adoptó el nombre de Caledonian Airways cuando el recientemente privatizado British Airways completó la adquisición del rival British Caledonian (BCal) en abril de 1988. Caledonian Airways finalmente se vendió al operador turístico británico Inspirations en 1995, marcando la salida de BA del mercado de las vacaciones organizadas. En 1999, Thomas Cook adquirió Inspirations y fusionó Caledonian Airways con Flying Colors para formar JMC Air Services, un precursor de la rama británica de Thomas Cook Airlines.

## Historia
Orígenes
BEA Airtours se formó el 24 de abril de 1969 como una división de BEA para proporcionarle una plataforma de bajo costo para participar en el mercado de vuelos turísticos de vacaciones (TI) de rápido crecimiento, que hasta entonces había sido dominio exclusivo de aerolíneas de propiedad totalmente privada. independiente de la corporación estatal BEA y BOAC. BEA vio esto como un contrapeso necesario para las actividades programadas de rápido crecimiento de los independientes que comenzaron a invadir lo que BEA y BOAC habían considerado tradicionalmente como su única reserva. La formación de BEA Airtours estuvo en línea con una de las recomendaciones del Informe Edwards sobre el futuro de la industria aérea británica: que las corporaciones deben ingresar al mercado de tours y chárter inclusivos. 
Las aerolíneas chárter independientes sospechaban del motivo de BEA para ingresar al mercado de TI y algunos temían que el operador mantuviera una agenda oculta para desestabilizar este mercado socavando a los operadores independientes, ninguno de los cuales podía igualar los recursos financieros de la corporación y el acceso al capital en ese momento. Además, los independientes pensaron que BEA Airtours estaba destinada a asumir el exceso de personal de las corporaciones, así como a absorber los aviones que eran excedentes a sus necesidades. Temían que esto llevaría a distorsiones significativas del mercado, creando un exceso de capacidad y deprimiendo aún más las tarifas chárter ya bajas en un mercado altamente competitivo.
La nueva división de chárter de BEA tenía un capital inicial de £ 250.000 y seleccionó el aeropuerto de Gatwick al sur de Londres para que sirviera de base, donde se hizo cargo del antiguo hangar Transglobe Airways para proporcionar soporte de ingeniería para su flota de Gatwick. Durante 1970, la Aerolínea comenzó las operaciones comerciales fuera de Gatwick, inicialmente utilizando una flota de siete aviones de segunda mano de Havilland Comet serie 4B ex BEA que acomodaron a 109 pasajeros en una configuración de clase única. El 6 de marzo de 1970, el primer vuelo de ingresos partió de Gatwick.
Cambios corporativos y nuevos servicios
Durante 1971, BEA Airtours había decidido reemplazar toda la flota con una cantidad similar de mayor capacidad, mayor alcance y mayor eficiencia de combustible, excepto el Boeing 707-123Bs de American Airlines para que pueda comenzar sin parar, vuelos chárter de larga distancia, incluidos vuelos chárter de "grupos de afinidad" a América del Norte. A pesar de haber obtenido el permiso del Departamento de Comercio e Industria del Reino Unido para importar 707-120B de segunda mano y la falta de disponibilidad de alternativas "de origen interno" (707-436s de BOAC) dentro del plazo previsto, ambas corporaciones se opusieron a esta decisión. Insistieron en que cualquier avión nuevo debe ser exclusivamente de las flotas BEA y BOAC existentes.
Tras la intervención de las corporaciones, BEA Airtours adquirió siete ex BOAC Boeing 707-436. Estos aviones tenían una capacidad de asiento mayor de la requerida y estaban propulsados por cuatro motores Rolls-Royce Conway, un tipo de motor de generación anterior que los cuatro turboventiladores Pratt & Whitney JT3D que funcionaban en los ex-estadounidenses 707-123B que había seleccionado originalmente para reemplazar su flota de Comet. Esto significaba que los ex-BOAC 707 tenían mayores costos operativos. Sin embargo, BOAC estaba preparado para vender estos aviones a BEA Airtours a un precio más bajo que el que American estaba pidiendo por sus aviones. Los £ 4,3 el precio de venta incluye la tenencia completa de repuestos de BOAC (incluidos los motores) para los siete aviones. Esto ayudó a compensar la diferencia de costos. El primero de estos aviones de 174 asientos entró en servicio en 1971, mientras que el último avión de este lote se unió a la flota en 1973. En ese momento, cuatro de los nueve Comet 4B de la aerolínea ya habían sido retirados del servicio y vendidos a su rival británico. aerolíneas chárter. 
La crisis del petróleo de 1973 a raíz de la guerra árabe-israelí de 1973, que llevó a cuadruplicar el precio del barril de petróleo, aumentó sustancialmente los costos operativos de los cometas sedientos de combustible restantes y comenzó a tener un impacto adverso en el desempeño financiero de la aerolínea. British Airtours, como la aerolínea se había dado a conocer después de la creación de British Airways en 1974 como resultado de la fusión BEA-BOAC de 1972, decidió retirar sus cinco cometas restantes al final de la temporada de verano de ese año y vender toda la flota. al operador británico independiente Dan-Air.
En 1975, British Airtours comenzó vuelos transatlánticos Advance Booking Charter (ABC) a los Estados Unidos. En los años siguientes, British Airtours adquirió Boeing 707 adicionales que British Airways había heredado de BOAC. A fines de junio de 1982, British Airtours lanzó servicios programados dos veces por semana entre Gatwick y Newark utilizando Boeing 707 en una configuración económica. Sin embargo, la incursión de la aerolínea en el mercado transatlántico programado terminó después de solo siete meses a principios de enero de 1983. 
Cuando British Airways decidió a fines de la década de 1970 reemplazar los viejos y cada vez más ineficientes Hawker Siddeley Trident y BAC One-Eleven, que había heredado de BEA con los Boeing 757 y 737 de última generación, un El pedido de seguimiento para nueve nuevos aviones 737-236 Advanced se realizó con el fabricante estadounidense de aviones Boeing. Estos aviones, que fueron entregados a la base británica de Gatwick de Airtours a principios de la década de 1980, le permitieron reemplazar todos sus viejos y estrechos cuerpos de segunda mano. aviones con equipos nuevos, mejorando considerablemente su competitividad frente a sus rivales independientes.
Durante 1984, British Airtours hizo la entrega de un Rolls-Royce RB211 Accionado Boeing 747-236B "Jumbo" en Gatwick, su primer y único nuevo avión de fuselaje ancho. Este avión se puso en servicio en los populares vuelos ABC de larga distancia de la aerolínea a América del Norte. El mismo año, el último Boeing 707 de British Airtours realizó su último vuelo de ingresos. Mientras tanto, British Airtours también comenzó a recibir un pequeño número de ex cuerpos anchos de British Airways Lockheed L-1011 Tristar, que inicialmente complementaron su flota 737 de cuerpo estrecho en las rutas más concurridas y populares. En 1985, British Airtours introdujo una nueva librea que se parecía mucho a la utilizada por British Airways en ese momento (diseñada por Landor Associates).

## Aeronaves

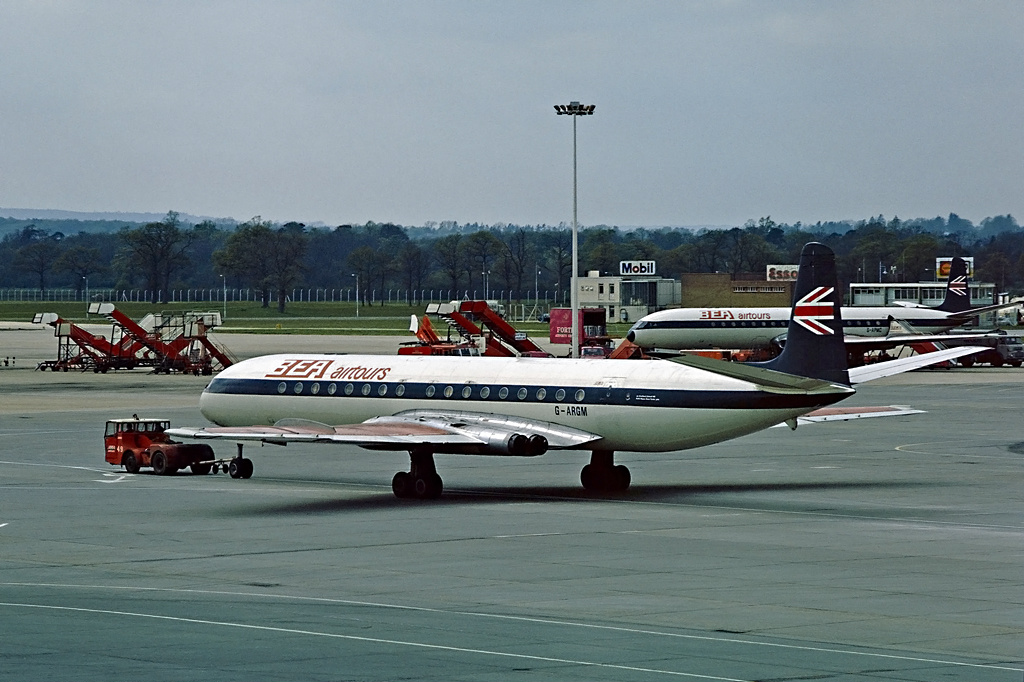
Un BEA Airtours de Havilland Comet 4B con la librea
original "Speedjack" derivada de BEA "Speedjack" original de finales de los 60 y principios de los 70, vista en el Aeropuerto de Gatwick en mayo de 1973.

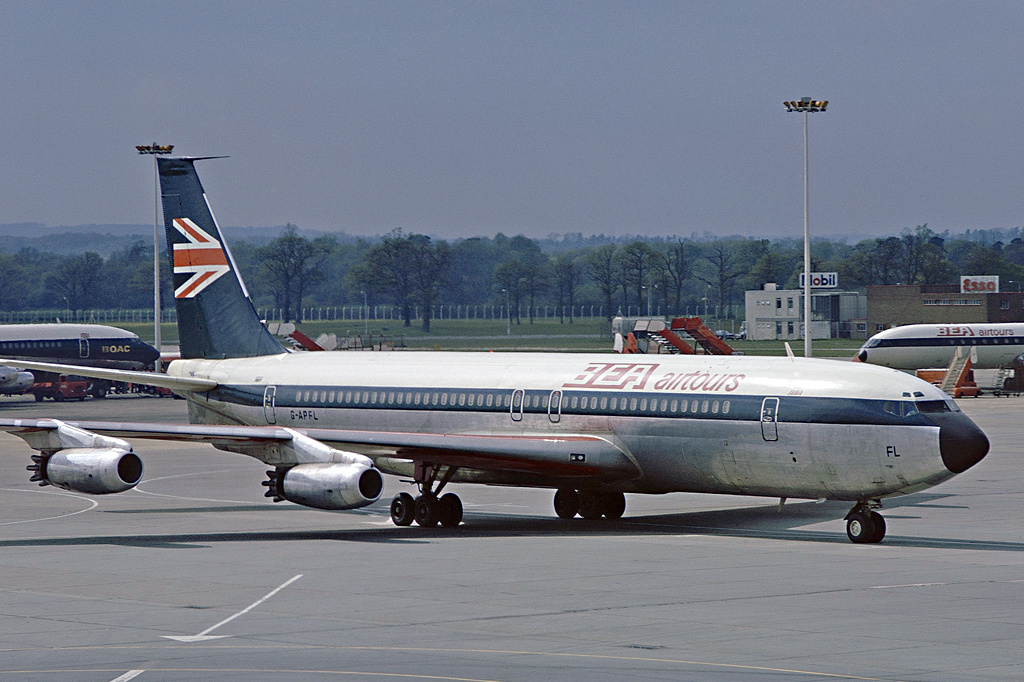
Un BEA Airtours Boeing 707-436 con la librea original de "Speed-jack" derivada de BEA "Speed-jack" original de finales de los 60 y principios de los 70, vista en el Aeropuerto de Gatwick en mayo de 1973.

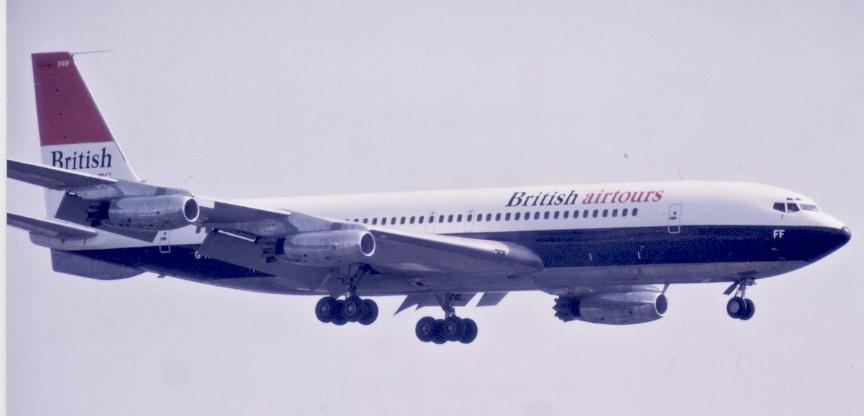
Un British Airtours Boeing 707-436 con la librea roja, blanca y azul de 1970 y principios de los 80 Negus & Negus, visto aterrizando en el Aeropuerto de Mánchester en mayo de 1974.

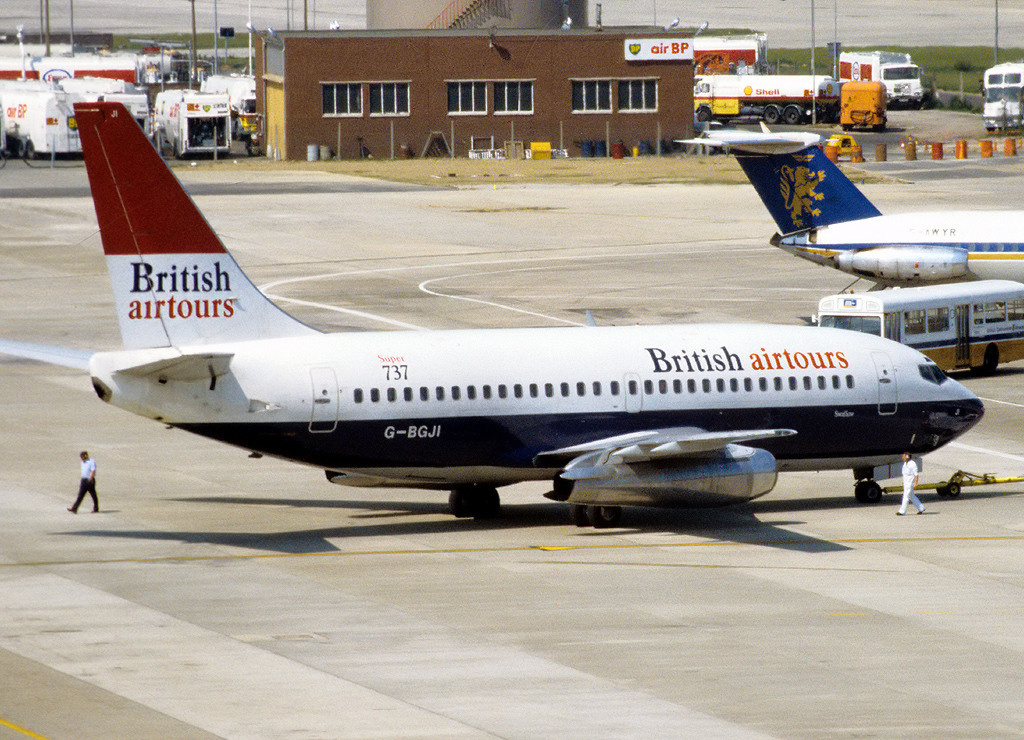
Un British Airtours Boeing 737-236 Adv con la librea roja, blanca y azul de 1970 y principios de los 80 Negus & Negus, vista en el Aeropuerto de Gatwick en mayo de 1982.

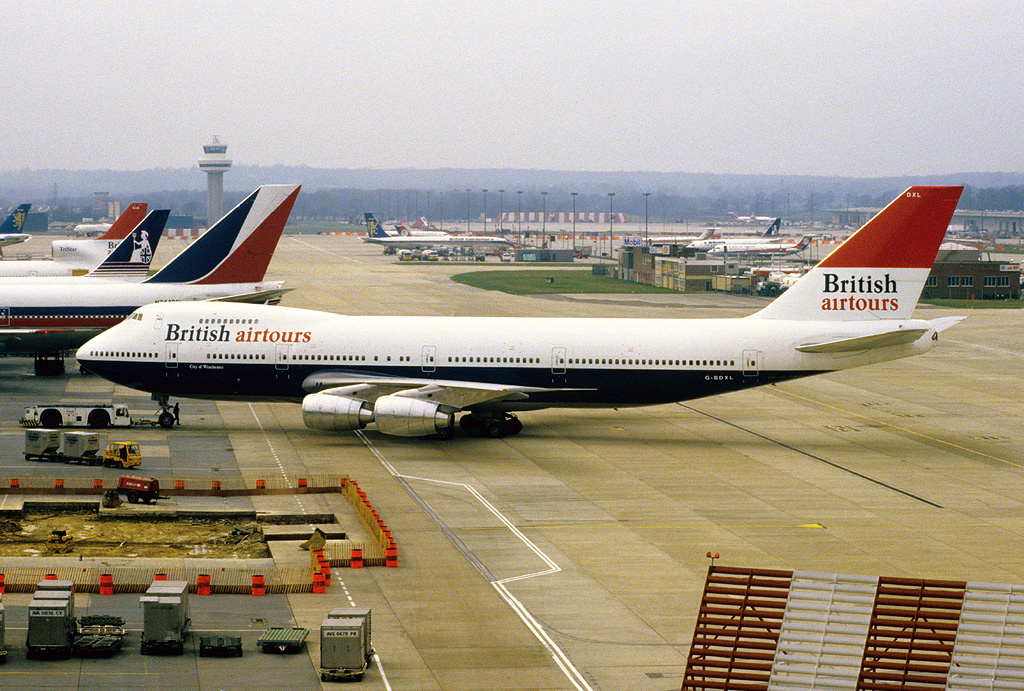
Un British Airtours Boeing 747-236B con la librea roja, blanca y azul de 1970 y principios de los 80 Negus & Negus, visto en el Aeropuerto de Gatwick

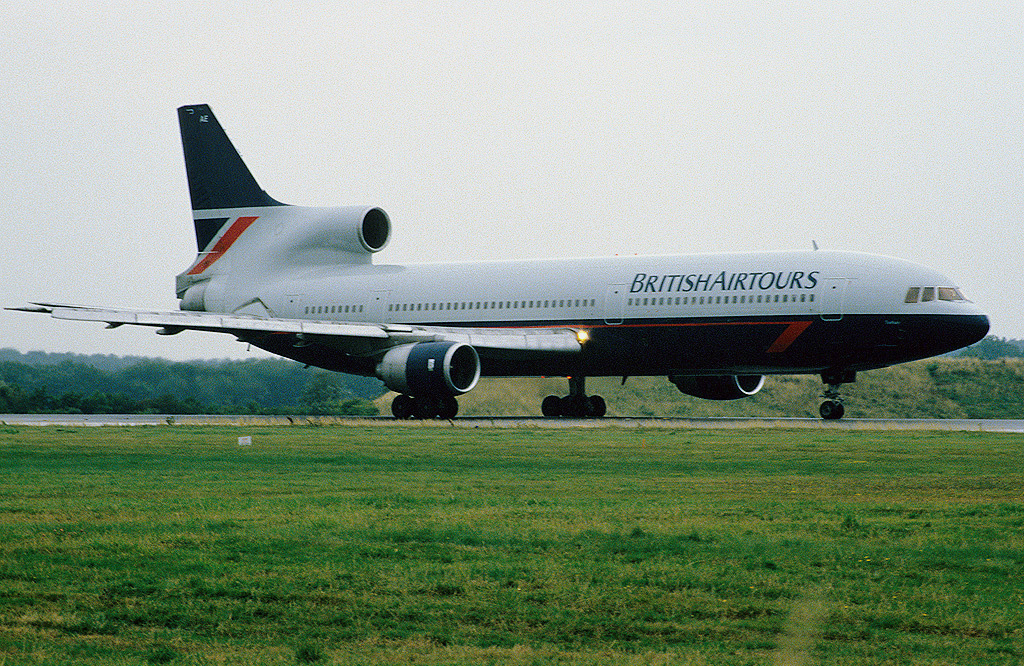
Un British Airtours Lockheed L-1011 Tristar 1 con el color predominantemente azul medianoche y gris perla de mediados de los 80 a fines de los 90 Landor Associates, visto en el aeropuerto de Gatwick en agosto de 1986.

A lo largo de sus 29 años de existencia, los siguientes tipos de aviones formaron parte de la flota BEA Airtours / British Airtours / Caledonian Airways:
- Airbus A320-200 (Caledonian).
- Boeing 707-336B / C (British Airtours) / 436 (BEA Airtours / British Airtours).
- Boeing 737-236 avanzado (British Airtours / Caledonian).
- Boeing 747-236B (Airtours británico).
- Boeing 757-236 (caledonian).
- de Havilland Comet 4B (BEA Airtours).
- Lockheed L-1011 Tristar 1/50/100/200 (British Airtours / Caledonian).
- McDonnell-Douglas DC-10-30 (Caledonian).

Detalles de la flota:
Flota en 1970
En marzo de 1970, la flota de BEA Airtours estaba compuesta de 9 aviones.
Flota en 1972
En mayo de 1972, la flota de BEA Airtours estaba compuesta de 11 aviones.
Cinco Boeing 707-436 estaban en orden.
Flota en 1974
En marzo de 1974, la flota de British Airtours estaba compuesta de 9 aviones.
Flota en 1982
En abril de 1982, la flota de British Airtours estaba compuesta de 9 aviones.
Flota en 1984
En marzo de 1984, la flota de British  Airtours estaba compuesta por 16 aviones.
Flota en 1988
En marzo de 1988, la flota de British  Airtours estaba compuesta de 10 aviones.

## Incidentes y accidentes

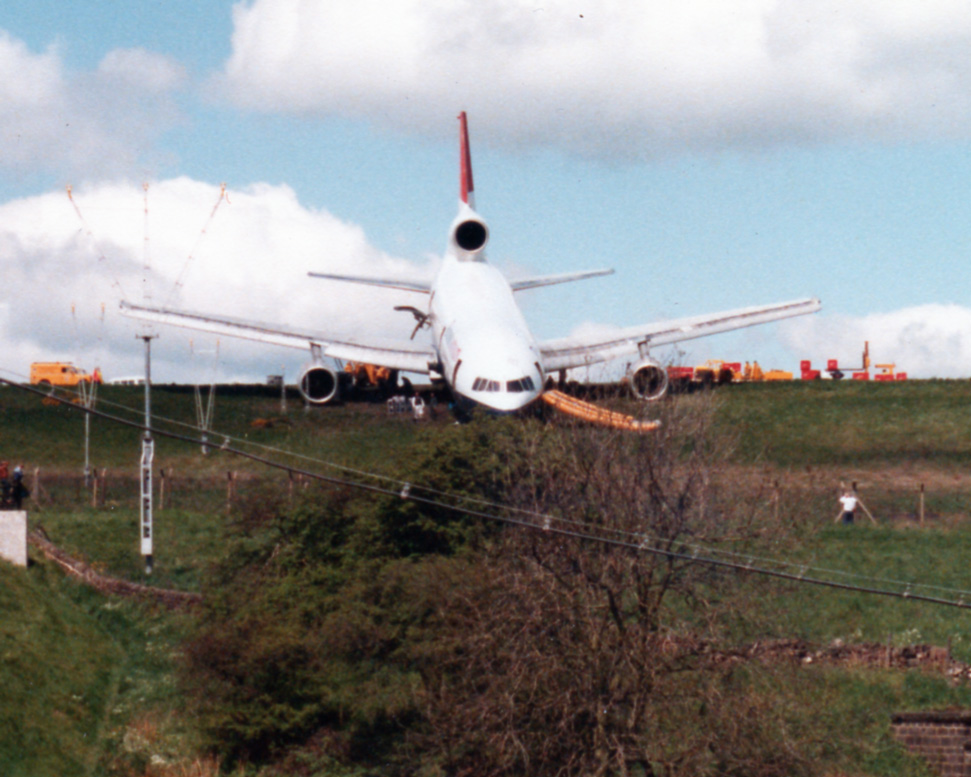
Un British Airtours Lockheed TriStar 1 G-BBAI desborda la pista del aeropuerto Leeds Bradford el 27 de mayo de 1985.

- El 17 de marzo de 1977, un Boeing 707-436, registrado como G-APFK, se estrelló poco después del despegue, hiriendo a los 4 tripulantes a bordo. El vuelo fue una sesión de entrenamiento para 3 aprendices en el aeropuerto de Glasgow Prestwick. La causa fue una demora de los pilotos haciendo los procedimientos correctos para un motor defectuoso.
- El 27 de mayo de 1985, un TriStar Lockheed (registro: G-BBAI) invadieron la pista de aterrizaje en el aeropuerto de Leeds Bradford en el aterrizaje de Palma después de una ducha de lluvia. El avión fue evacuado, con solo heridas menores sufridas por los 14 tripulantes y 398 pasajeros. El puntal del tren de aterrizaje de la nariz se dobló hacia atrás durante el desbordamiento, lo que provocó daños graves en la parte inferior del fuselaje delantero. La parte inferior de ambos motores montados en las alas se aplastó y ambos motores sufrieron daños por ingestión. Las ruedas principales del avión también cavaron canales profundos en el área más allá del final de la pista, dañando los cables de iluminación del aeródromo enterrados. El informe del accidente concluyó que el desbordamiento fue causado por la incapacidad de la aeronave para alcanzar el nivel apropiado de eficacia de frenado, y recomendó que tanto el rendimiento de la pista mojada programada de Lockheed L-1011 TriStar como la condición de la superficie de la pista 14 en El aeropuerto de Leeds Bradford debe ser reexaminado.
- El 22 de agosto de 1985, el Vuelo 28M de British Airtours se incendió después de un despegue abortado en el aeropuerto de Mánchester durante un vuelo chárter a la isla griega de Corfú. El panel de acceso de combustible en el fuselaje de la aeronave fue perforado por una parte del compresor que había sido expulsado del motor de babor como resultado de un mal funcionamiento. El fuego rápidamente envolvió el área alrededor de la parte trasera del avión llenando la cabina con humos tóxicos. Como resultado murieron 53 pasajeros y dos miembros de la tripulación, la mayoría de ellos muriendo de asfixia después de inhalar los humos tóxicos.